# Un divan a Nova York
Un divan a Nova York (títol original: Un divan à New York) és pel·lícula franco-belgo-alemanya de Chantal Akerman estrenada l'any 1996. Ha estat doblada al català.

## Argument
Un psicoanalista novaiorquès intercanvia el seu pis amb una francesa, Béatrice. Però no es coneixen pràcticament, i els qui pro quo tenen lloc d'una part i de l'altra.

## Repartiment
- Juliette Binoche: Béatrice Saulnier
- William Hurt: Henry Harriston
- Stephanie Buttle: Anne
- Barbara Garrick: Lizbeth Honeywell
- Paul Guilfoyle: Dennis
- Richard Jenkins: Campton
- Kent Broadhurst: Tim
- Matthew Burton: Wood
- Henry Bean: Stein
- Bernard Breuse: Jerôme.

## Premis i nominacions
Esment especial per a Chantal Akerman en el Festival Internacional de Cinema de Karlovy Vary el 1996.(1)